# Carl Edvard Taube
Carl Edvard Taube af Odenkat, född 26 december 1746 på Trossnäs, Nors socken, Närkes och Värmlands län, död 28 maj 1785 i Stockholm, var en svensk militär och präst samt Sveriges förste ordensbiskop. 

## Biografi
Efter universitetsstudier i Uppsala och en längre utrikesresa 1766 som hovjunkare hos dåvarande kronprins Gustav blev Taube 1773 fänrik vid Närkes och Värmlands regemente. År 1776 befordrades han till löjtnant vid Dalregementet men lämnade redan tre år därefter den militära banan för att ägna sig åt den prästerliga.
Han utnämndes 1780, ännu inte prästvigd, till kunglig hovpredikant samt efter prästvigningen senare samma år till överhovpredikant och kung Gustav III:s biktfader. Följande år blev han pastor primarius i Stockholm och kyrkoherde på Lovön. År 1783 fick han kungens fullmakt på det för hans räkning inrättade ämbetet som ordensbiskop och blev samtidigt lärare i teologi för kronprinsen Gustav Adolf. 
Under Gustav III:s resa i Italien 1784 beordrades Taube att ansluta i Rom. I det lutherska kapell, som påven Pius VI låtit Gustav III uppföra i Rom till erkänsla för den i Sverige beviljade religionsfriheten, gav Taube kungen nattvarden på påskdagen. Efter sin hemkomst från Italien fick han utbyta Lovö pastorat mot Bromma men insjuknade inte långt därefter och avled.

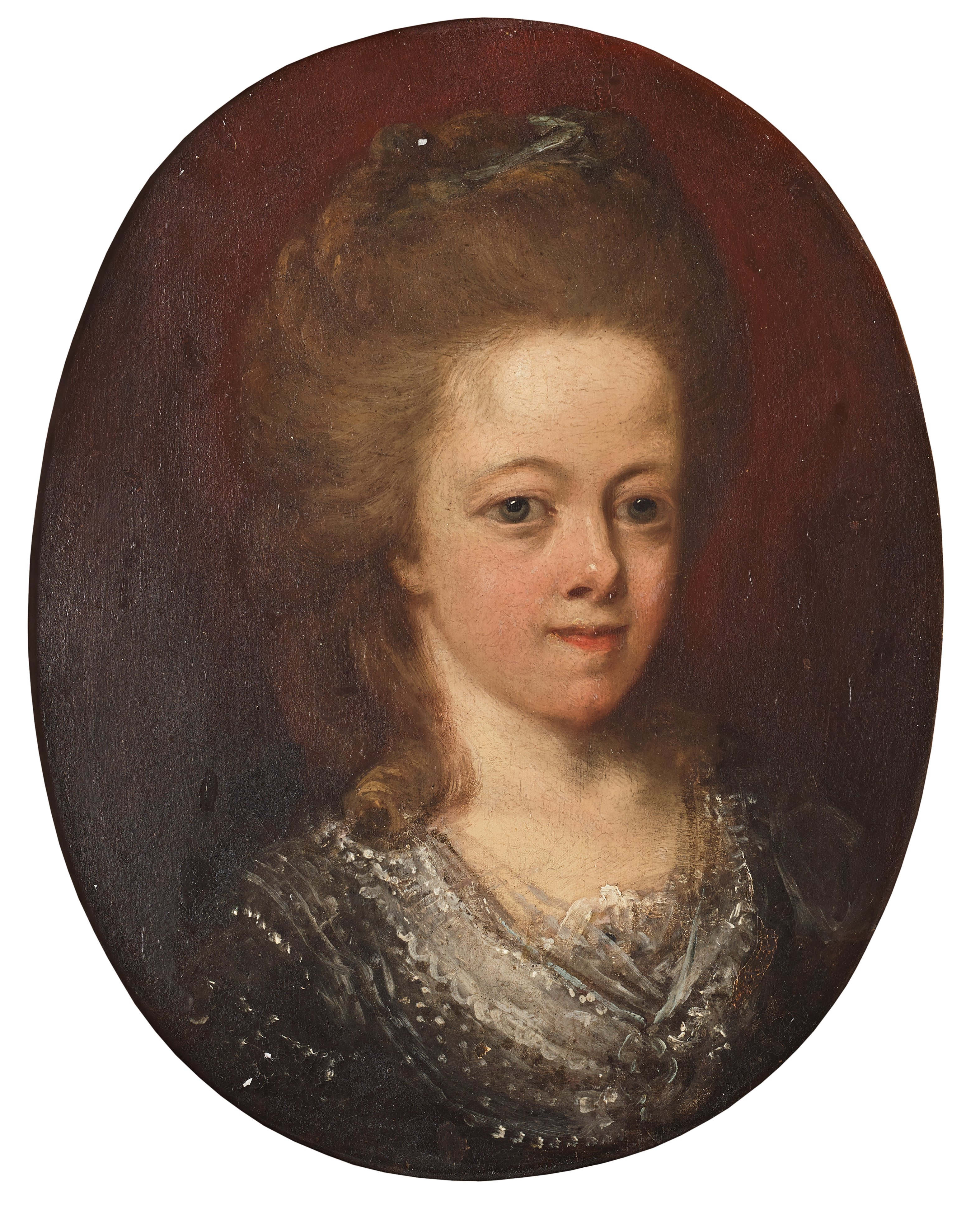
Porträtt av Taubes hustru Katarina Eleonora Benzelstierna, troligen tidigt 1770-tal. Avporträtterad av Elias Martin.

Taube var ledamot av Samfundet Pro Fide et Christianismo. Han gifte sig 1776 med Katarina Eleonora Benzelstierna, som var dotter till Västeråsbiskopen Lars Benzelstierna.